# Brimpsfield
Brimpsfield is een civil parish in het Engelse graafschap Gloucestershire.